# Четыре зрелища
Четыре зрелища — четыре события, описанные в легендарном рассказе о жизни Гаутамы Будды, которые привели его к осознанию непостоянства и окончательной неудовлетворённости обусловленным существованием. Согласно этой легенде, до этих событий принц Сиддхартха жил, не покидая своего дворца, поскольку царь, его отец, боялся, что сын станет аскетом, если, согласно предсказанию, он встретится со страданиями жизни. Однако уже первый выход из дворца глубоко повлиял на Сиддхартху, заставил его осознать страдания всех людей и вынудил его начать свои духовные искания, которые в конечном итоге привели его к Просветлению. Духовное чувство безотлагательности, испытанное Сиддхартхой Гаутамой, называется самвега (пали saṃvega).

## Легендарный рассказ о четырёх зрелищах

### Обстоятельства
После рождения сына царь Шуддходана призвал восьмерых учёных-брахманов, чтобы они предсказали будущее наследника. Семеро из них заявили, что принц будет либо духовным лидером, либо великим правителем, и только Каундинья выразил уверенность, что тот отречётся от мира и достигнет Просветления.
Шуддходана, твердо решивший, что его сын должен стать великим царём, заключил принца во дворец и окружил его земными удовольствиями и роскошью, тем самым скрывая реальности жизни, которые могли побудить к духовным поискам.

### Встреча со зрелищами

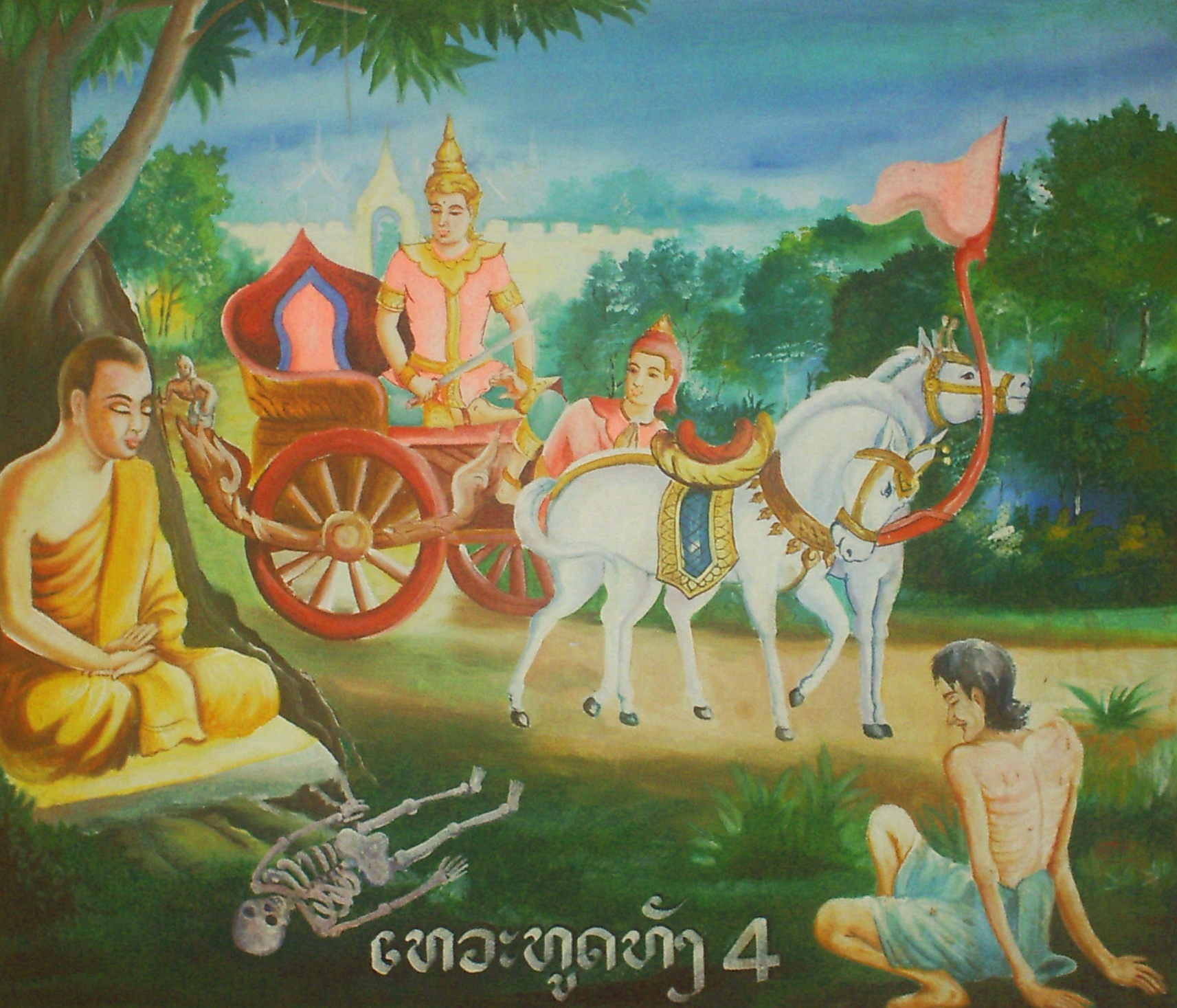
Картина с изображением четырёх зрелищ.

В молодые годы принц Сиддхартха вёл замкнутый образ жизни в окружении роскоши и удовольствий и впервые рискнул покинуть свой дворец в возрасте 29 лет. Он отправился в город на колеснице в сопровождении своего возницы Чанны (санскр. Chandaka).
В этом путешествии он впервые увидел старика, открывшего Сиддхартхе последствия старения. Когда принц спросил об этом человеке, Чанна ответил, что все существа стареют одинаково.
В следующий раз принц увидел человека, страдающего от болезни. И снова на вопрос удивлённого Сиддхартхи Чанна ответил, что все существа подвержены болезням и периодически страдают от боли. Это ещё больше взволновало принца.
Третьим зрелищем был вид мёртвого тела. Как и прежде, Чанна объяснил принцу, что смерть является неизбежным уделом, который настигает всех живущих. Увидев эти три зрелища, Сиддхартха был обеспокоен и опечалился страданиями, которые приходится терпеть в жизни.
После этого Сиддхартха натолкнулся на аскета, посвятившего себя поиску причины человеческих страданий. Это зрелище дало ему надежду, что он тоже сможет освободиться от страданий, возникающих в результате многократного перерождения, и он решил последовать примеру аскета.

### Последствия
Столкнувшись с этими четырьмя зрелищами, Сиддхартха вернулся во дворец, где для него было устроено представление танцовщиц. Но принц мог думать только об увиденном. Ранним утром он, наконец, огляделся и обнаружил танцоров спящими. Их волосы и одежда были в беспорядке, лица утомлены. Вид этой резкой перемены укрепил его решимость уйти, чтобы положить конец страданиям всех живых существ.
Увидев четыре зрелища и осознав истинную природу жизни, Сиддхартха покинул дворец на своем коне Кантхаке в сопровождении одного только Чанны. В лесу он обрезал свои волосы, поменялся с Чанной одеждой и отправил его обратно, а сам начал вести аскетическую жизнь и в конце концов достиг просветления как Гаутама Будда.
В ранних палийских суттах четыре зрелища не упоминались как конкретные встречи исторического Сиддхартхи Гаутамы. Его взгляды на старость, болезни и смерть были скорее абстрактными размышлениями:
Хотя я и был одарен таким богатством, такой полной роскошью, ко мне пришла мысль: «Когда необразованный, заурядный человек, который сам подвержен старению (болезням, смертью), не преодолел старения, видит другого человека, который стар, он испытывает страх, презрение и отвращение, забывая о том, что он сам подвержен старению, не преодолел старения. Если я, подверженный старению, не преодолевший старения, буду испытывать страх, презрение и отвращение при виде другого старого человека, это будет неподобающим для меня». Когда я заметил это, свойственная молодым людям опьянённость юностью (здоровьем, жизнью) полностью прошла.
Точно так же Ария-париесана сутта МН 26 описывает довольно абстрактные мысли, а не конкретные зрелища, увиденные принцем:
И что такое неблагородный поиск? Вот некий человек будучи сам подверженным рождению (старению, болезни, смерти, печали, загрязнениям) ищет то, что тоже подвержено рождению (старению, болезни, смерти, печали, загрязнениям).